# The Rottweilers
The Rottweilers foram um grupo de wrestling profissional na Ring of Honor liderado por Homicide. The Rottweilers eram conhecidos por seu desrespeito ao Código de Honra e, muitas vezes usavam táticas baratas para vencer as lutas. Em sua existência, ganharam uma vez o ROH World Tag Team Championship.

## Membros
- Versão 1
  - Homicide
  - Slugger
  - Bison
  - Benny Blanco
  - Grim Reefer
  - Julius Smokes

- Versão 2
  - Homicide
  - Low Ki
  - Ricky Reyes
  - Rocky Romero
  - Julius Smokes

- Versão 3
  - Homicide
  - Ricky Reyes
  - Julius Smokes

- Membros de fora
  - B-Boy
  - Joker
  - Monsta Mack

## No wrestling
- Movimentos de finalização duplo
  - Homicide e Low Ki
    - Simultânea combinação Da Cop Killa (Homicide) / Ghetto Stomp (Low Ki)

  - Ricky Reyes e Rocky Romero
    - Cuban Missile Crisis (Combinação Backbreaker (Reyes) / Diving knee drop (Romero))

## Campeonatos e prêmios
- Ring of Honor
  - ROH World Championship (1 vez) – Homicide
  - ROH Tag Team Championship (1 vez) – Reyes e Romero
  - Trios Tournament (2005) – Homicide, Reyes e Romero